# ريان كيربي
ريان كيربي (بالإنجليزية: Ryan Kirby)‏ (6 سبتمبر 1974 في المملكة المتحدة - ) هو مدرب كرة قدم ولاعب كرة قدم بريطاني في مراكز الظهير وقلب الدفاع والدفاع. لعب مع بريستون نورث إيند وبوريهام وود إف سي وستيفيناغ بوروه ونادي أرسنال ونادي دونكاستر روفرز ونادي كرو ألكساندرا ونادي نورثامبتون تاون وويغان أتلتيك وThurrock F.C. ‏ وهورنتشورتش ونادي ألدرشوت تاون وHarlow Town F.C. ‏ وغرايز أتلاتيك ‏.

## وصلات خارجية
- ريان كيربي على موقع قاعدة بيانات كرة القدم.إي يو (الإنجليزية)